# Bozner Bürgerbuch

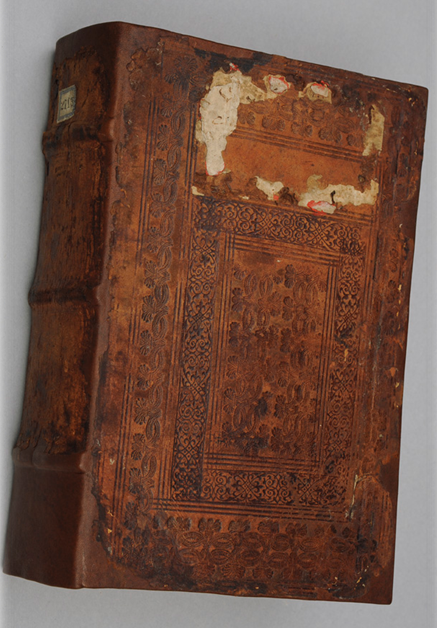
Il manoscritto conservato presso l'Archivio cittadino di Bolzano con la segnatura Hs. 2713

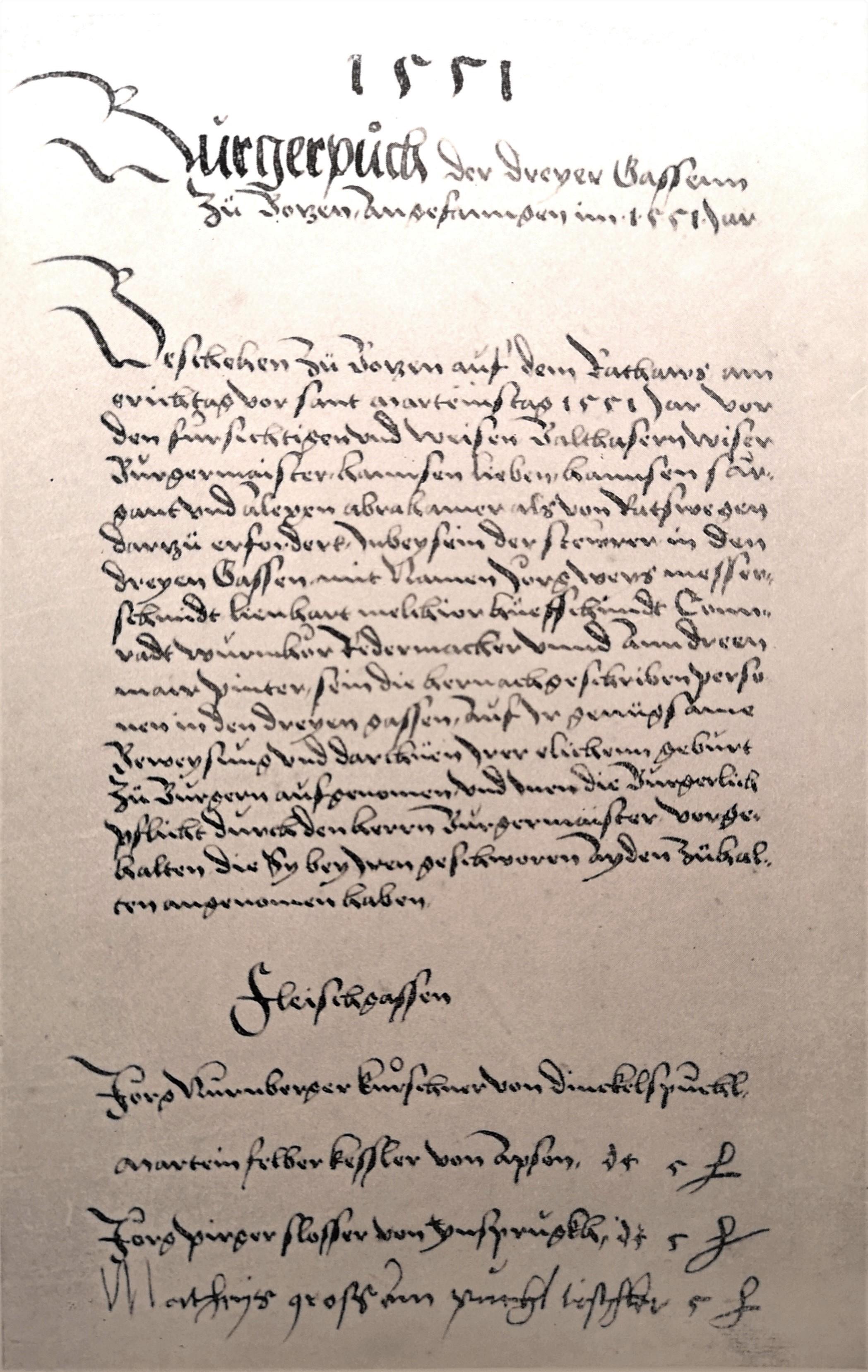
Le prime registrazioni del 1551, fol. 2a

Il cosiddetto Bozner Bürgerbuch (libro dei cittadini di Bolzano) è un registro della prima età moderna che racchiude i nomi dei cittadini (Bürger) e degli abitanti (Inwohner) ufficialmente ammessi nella città di Bolzano. Il registro è stato istituito nel 1551 e si conclude nel 1760. È conservato quale Hs. 2713 dall'Archivio Storico della Città di Bolzano ed è disponibile in una moderna edizione storico-critica.
Il manoscritto cartaceo è composto da 340 fogli con un formato di pagina uniforme di 32 : 21 cm ed è provvisto di una rilegatura in pelle contemporanea. In complessivo, il codice comprende, ordinati per anno, un totale di 5.160 singole voci di persone registrate. Il manoscritto inizia con un indice nominativo per gli anni 1578-1708, redatto per mano del consigliere comunale Paul Falser, al quale segue il testo di giuramento richiesto ai nuovi cittadini (forhalt der burgerrecht e forhalt der inwonner) risalente alla seconda metà del XV secolo. Con il giuramento ci si obbligava ad adempiere ai seguenti obblighi: 1) fedeltà al principe asburgico sovrano; 2) obbedienza al consiglio comunale e al borgomastro in carica; 3) svolgere tutti gli uffici e i servizi che vengono assegnati ai nuovi cittadini dal consiglio comunale per favorire il bene comune (wolfart); 4) obbligo di assistenza e soccorso in tutti i casi di calamità.
La parte principale del manoscritto contenente le registrazioni nominative, fornisce in molti casi anche indicazioni di origine e di professione, mettendo in evidenza l'alto tasso di migrazione extraurbana e la mobilità della parte economicamente attiva della popolazione urbana, che durante il periodo pre-moderno proveniva principalmente dall'area circostante, ma in gran parte anche dalla Germania meridionale, soprattutto dai territori svevi e bavaresi, e dalle zone austriache. La più antica menzione del 1551 riguarda un certo Jörg Nürnberger, pellicciaio di Dinkelsbühl (Franconia centrale). L'ultima voce del Bürgerbuch, del 1760, riguarda Sebastian Krißmayr di Imst nell'Oberland tirolese, anche lui pellicciaio. La prima donna che appare tra i nomi quasi esclusivamente maschili è Lucia Frisch(in), vedova che è registrata nel 1590 senza ulteriori aggiunte e alla quale è stato recentemente dedicato un nome di strada nella zona industriale di Bolzano.